# William Steig
Pour les articles homonymes, voir Steig.
William Harland Steig, né le 14 novembre 1907 à New York, mort le 3 octobre 2003 à Boston, est un prolifique auteur américain, de bande dessinée, puis de littérature d'enfance et de jeunesse. Il est le père du flûtiste de jazz Jeremy Steig.

## Biographie
Sa carrière commence en vendant ses premiers dessins au New Yorker en 1930.
Il est notamment l'auteur de Shrek ! (1990), un livre d'aventures illustré relatant les aventures d'un ogre vert. Ce personnage inspira Shrek, film en images de synthèse. Les auteurs de Shrek 2 et Shrek le troisième lui rendirent hommage en incorporant « In memory of William Steig » dans les génériques des films.
En 1970, il est lauréat de la Médaille Caldecott pour Sylvester and the Magic Pebble (traduit en français sous le titre Sylvester et le caillou magique). En 1983, il remporte le National Book Award, catégorie Children's Picture Books, pour Doctor De Soto (traduit en français sous le titre La Surprenante histoire du docteur De Soto). En 2006, de façon posthume, il remporte la « Mention » Prix Fiction de la Foire internationale du livre jeunesse de Bologne pour When everybody wore a hat.

## Œuvres
- 1932 : Man About Town (New York: R. Long & R.R. Smith).
- 1939 : About People: A book of symbolical drawings by William Steig (Random House).
- 1941 : How to Become Extinct (Farrar & Rinehart), écrit par Will Cuppy et illustré par William Steig.
- 1942 : The Lonely Ones (Duell, Sloan and Pearce).
- 1944 : 
  - All Embarrassed (Duell S&P).
  - Small Fry (Duell S&P).
- 1945 : Persistent Faces (Duell S&P).
- 1946 : Mr. Blandings Builds His Dream House (Simon & Schuster), écrit par Eric Hodgins et illustré par William Steig.
- 1947 : Till Death Do Us Part: Some ballet notes on marriage (Duell S&P).
- 1948 : "Listen, Little Man!" (Orgone Institute Press) par Wilhelm Reich, traduit de l'essai allemand de 1945 Rede an den kleinen Mann.
- 1950 : 
  - The Decline and Fall of Practically Everybody, écrit par Will Cuppy et illustré par William Steig.
  - The Agony in the Kindergarten (Duell S&P).
  - Giggle Box: Funny Stories for Boys and Girls (Alfred A. Knopf), mis à jour par Phyllis R. Fenner, avec les nouvelles illustrations de William Steig.
- 1951 : The Rejected Lovers (Knopf).
- 1953 : Dreams of Glory and other drawings (Knopf).
- 1963 : Continuous Performance (Duell S&P).

### Livres illustrés
- 1968 : 
  - CDB! (Windmill), livres illustrés.
  - Roland, the Minstrel Pig (Windmill), traduit en français sous le titre Roland, le cochon ménestrel en 1980 (L'École des Loisirs).
- 1969 : 
  - Sylvester and the Magic Pebble (Windmill), traduit en français sous le titre Sylvester et le caillou magique en 1974 (Flammarion)
  - The Bad Island (Windmill), réédité en 1984 sous le titre Rotten Island (D. R. Godine)[3].
- 1971 : Amos and Boris.
- 1972 : Dominic, traduit en français en 1982 (Livre de Poche) et en 2003 (L'École des Loisirs).
- 1973 : The Real Thief.
- 1974 : Farmer Palmer's Wagon Ride.
- 1976 : 
  - Abel's Island, adapté en 1988 dans un film sorti directement en vidéo, réalisé par Michael Sporn, traduit en français par Henry Robillo et Janine Hérisson sous le titre L'Île d'Abel en 1982 (Gallimard).
  - The Amazing Bone, traduit en français sous le titre L'histoire d'un os prodigieux en 1978 (Flammarion) puis sous le titre L'Os prodigieux.
- 1977 : Caleb + Kate, traduit en français sous le titre Caleb et Kate en 1999 (Gallimard Jeunesse).
- 1978 : Tiffky Doofky.
- 1979 : Drawings.
- 1980 : Gorky Rises.
- 1982 : Doctor De Soto, un livre illustré récompensé par le National Book Award[1], traduit en français sous le titre La Surprenante histoire du docteur De Soto en 1992 (Gallimard Jeunesse).
- 1984 : 
  - CDC? (Farrar, Straus & Giroux).
  - Doctor De Soto Goes to Africa, traduit en français sous le titre Le Docteur De Soto en Afrique en 1992 (Gallimard Jeunesse).
  - Ruminations.
  - Yellow & Pink, traduit en français sous le titre Monsieur jaune et monsieur Rose en 2002 (Pocket Jeunesse).
  - Rotten Island, son livre le plus populaire, qui est une réédition de son livre de 1969 The Bad Island (Windmill).
- 1985 : Solomon, The Rusty Nail.
- 1986 : Brave Irene, traduit en français sous le titre Irène la courageuse en 1999 (Gallimard Jeunesse).
- 1987 : The Zabajaba Jungle.
- 1988 : Spinky Sulks.
- 1990 : Shrek!, adapté en 2001 dans le film en images de synthèse Shrek, réalisé par Andrew Adamson et Vicky Jenson (DreamWorks Animation).
- 1992 : Alpha Beta Chowder.
- 1994 : Zeke Pippin, traduit en français par Henri Robillot sous le titre Zéké en 1997 (Gallimard Jeunesse).
- 1996 : The Toy Brother.
- 1998 : A Handful of Beans: Six Fairy Tales, raconté par Jeanne Steig et illustré par William Steig.
- 1998 : Pete's a Pizza, traduit en français sous le titre Drôle de pizza en 2003 (L'École des Loisirs).
- 2000 : 
  - Made for Each Other.
  - Wizzil.
- 2001 : A Gift from Zeus.
- 2002 : Potch & Polly.
- 2003 : When Everybody Wore a Hat.

## Adaptations
- 2001 : Shrek
- 2004 : Shrek 2
- 2007 : Shrek le troisième
- 2010 : Shrek 4
- 2025 : Shrek 5

## Prix et distinctions
- 1970 :  Médaille Caldecott pour Sylvester and the Magic Pebble (traduit en français sous le titre Sylvester et le caillou magique)
- 1977 : 
  -  Finaliste de la Médaille Caldecott pour The Amazing Bone (traduit en français sous le titre L'histoire d'un os prodigieux)
  -  Finaliste de la Médaille Newbery pour Abel's Island (traduit en français sous le titre L'île d'Abel)
- 1979 :  Zilveren Griffel (nl)  pour Abel's Island
- 1983 : 
  -  National Book Award[1], catégorie Children's Picture Books pour Doctor De Soto (traduit en français sous le titre La Surprenante histoire du docteur De Soto)
  -  Finaliste de la Médaille Newbery pour Doctor De Soto (La Surprenante histoire du docteur De Soto)
- 1984 :
  -  Zilveren Penseel (nl)  pour Doctor De Soto (La Surprenante histoire du docteur De Soto)
  - (international) « Honour List »[4] de l' IBBY pour Doctor De Soto (La Surprenante histoire du docteur De Soto)
- 1991 :  Zilveren Penseel (nl)  pour Shrek !
- 2006 :  "Mention" Prix Fiction de la Foire internationale du livre jeunesse de Bologne[2] pour When everybody wore a hat.